# رومانی مالکو
رومانی مالکو (انگلیسی: Romany Malco؛ زادهٔ ۱۸ نوامبر ۱۹۶۸) یک هنرپیشه، و نوازنده اهل ایالات متحده آمریکا است. وی از سال ۱۹۹۸ میلادی تاکنون مشغول فعالیت بوده است.
از فیلم‌ها یا برنامه‌های تلویزیونی که وی در آن نقش داشته است می‌توان به تاکسیدو، سفرهای گالیور، تیغ شهرت، اکس، استاد عشق، پرایم گیگ، تکه‌ای از بهشت، قدیس جان از لاس وگاس، چرچیل: سال‌های هالیوود و مامان بچه اشاره کرد.